# 공주시
공주시(公州市)는 대한민국 충청남도 중앙부에 있는 시이다. 동쪽으로 대전광역시, 세종특별자치시, 서쪽으로 예산군, 청양군, 남쪽으로 논산시, 계룡시, 부여군, 북쪽으로 아산시, 천안시와 접한다. 시의 중앙으로 금강이 흐른다. 삼국시대에는 웅진(熊津)으로 불렸으며, 475년부터 538년까지 백제의 수도였다. 공주의 공산성과 송산리 고분군 등 백제역사유적지구가 유네스코 세계문화유산으로 등재되었다. 매년 10월 부여군와 합동으로 백제문화제를 개최한다. 조선시대에는 충청도 감영이 있었고, 1932년까지 충청남도청 소재지였다. 명소로는 공산성, 무령왕릉, 계룡산이 있으며, 교육기관으로는 공주대학교, 공주교육대학교 등 국립 대학교가 있다. 시청은 봉황동에 있고, 행정구역은 1읍 9면 6동이다.

## 역사
| Daedongyeojido (Gyujanggak) 15-05.jpg | Daedongyeojido (Gyujanggak) 15-04.jpg |
| Daedongyeojido (Gyujanggak) 16-05.jpg | Daedongyeojido (Gyujanggak) 16-04.jpg |

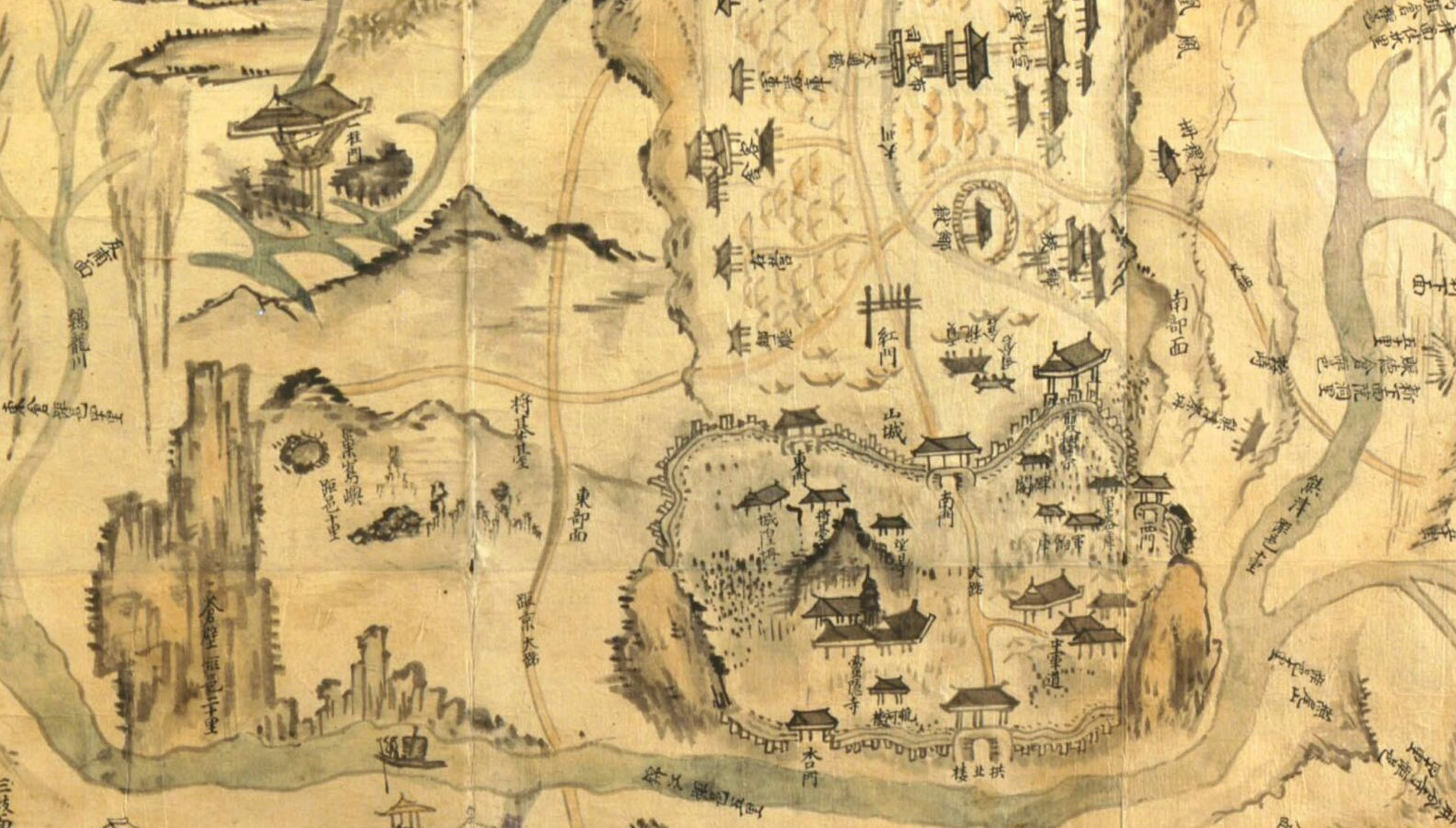
1872년 공주

공주는 삼국시대에는 웅진(熊津)으로 불렸으며 475년부터 538년까지 백제의 수도였다. 538년 백제 성왕은 수도를 사비 (현재의 부여군)으로 옮겼다.
남북국 시대에는 웅천주라고 불렸다. 고려 태조 23년 처음으로 공주라는 명칭이 사용되었고, 983년(고려 성종 2년) 처음으로 십이목(十二牧)을 두었는데 이 때, 공주에 공주목(公州牧)을 두었다. 이는 현재의 충남 지역에서는 유일한 것이었다.고려 현종이 거란의 침입을 피하여 나주로 피란할 때, 곰나루를 건너 공주에 이르러 수일을 머물렀다.
조선 전기에는 충주, 청주, 홍주와 함께 충청도 4대 목 중 하나가 되었다. 임진왜란 때 공산성에 명나라 군의 지휘부가 있었고, 임진왜란 이후에 공주의 군사적 중요성이 부각되면서 충주에 있던 충청감영이 공주에 이전됨으로써 충청도의 중심지가 되었다. 1624년 인조가 이괄의 난으로 일시 몽진하였다. 이괄의 군이 개성으로 진격하자 인조는 서울을 버리고 공주로 피란을 왔다.
- 1602년부터 1895년까지 충청도 감영 소재지로서 충청도의 중심지였다.
- 1894년 전봉준의 동학군은 공주 우금치에서 일본군과 대전투를 치렀으나 패하여 동학혁명은 실패하였다.
- 1896년 8월 4일 충청도를 충청북도와 충청남도로 분리하면서 충청남도의 수부(首府)를 공주에 두었다.[1]
- 1931년 4월 1일 공주면이 공주읍으로 승격하였다.
- 1932년 충청남도청이 공주에서 인근의 대전군으로 이전하였다.
- 1986년 1월 1일 공주읍이 공주시로 승격되었다.
- 1995년 1월 1일 공주시와 공주군 일원을 통합하여 도농복합형태의 공주시가 설치되었다. (11면 8동)
- 1995년 3월 2일 유구면이 유구읍으로 승격하였다. (1읍 10면 8동)
- 2012년 7월 1일 장기면 전역과 의당면, 반포면 일부가 세종특별자치시에 편입되었다.

## 지리
충청남도의 중앙에서 약간 동쪽에 치우쳐서 넓은 지역에 자리하며, 동쪽으로 대전광역시, 세종특별자치시, 서쪽으로 예산군, 청양군, 남쪽으로 논산시, 계룡시, 부여군, 북쪽으로 아산시, 천안시와 접한다. 북쪽으로는 무성산(613.6m), 국사봉(590.6m), 금계산(574.8m), 갈미봉(515.2m) 등 차령산맥의 산지 지형이며, 남동쪽으로는 국립공원인 계룡산이 자리해 높은 지형을 이룬다. 시의 중심부에 금강 본류가 동에서 서로 흐르고 있고 그 지류인 유구천, 정안천, 대교천, 용성천 등의 하천들이 흐르고 있어서, 그 주변에는 분지가 형성되어 있다. 중앙으로는 금강이 동서로 흘러 지대가 낮다. 공주는 대표적 내륙수로의 하나인 금강의 중류에 위치하여 수로와 육로의 간선 교통체계가 서로 마주치는 곳이었다.
대전광역시, 세종특별자치시와 밀접한 생활권에 포함되어 배후도시로서의 기능을 담당하고 있다. 기후적으로는 중위도상에 위치하여 온난 다습한 기후지역에 속하며, 한서의 차가 심한 편이다.

## 지질

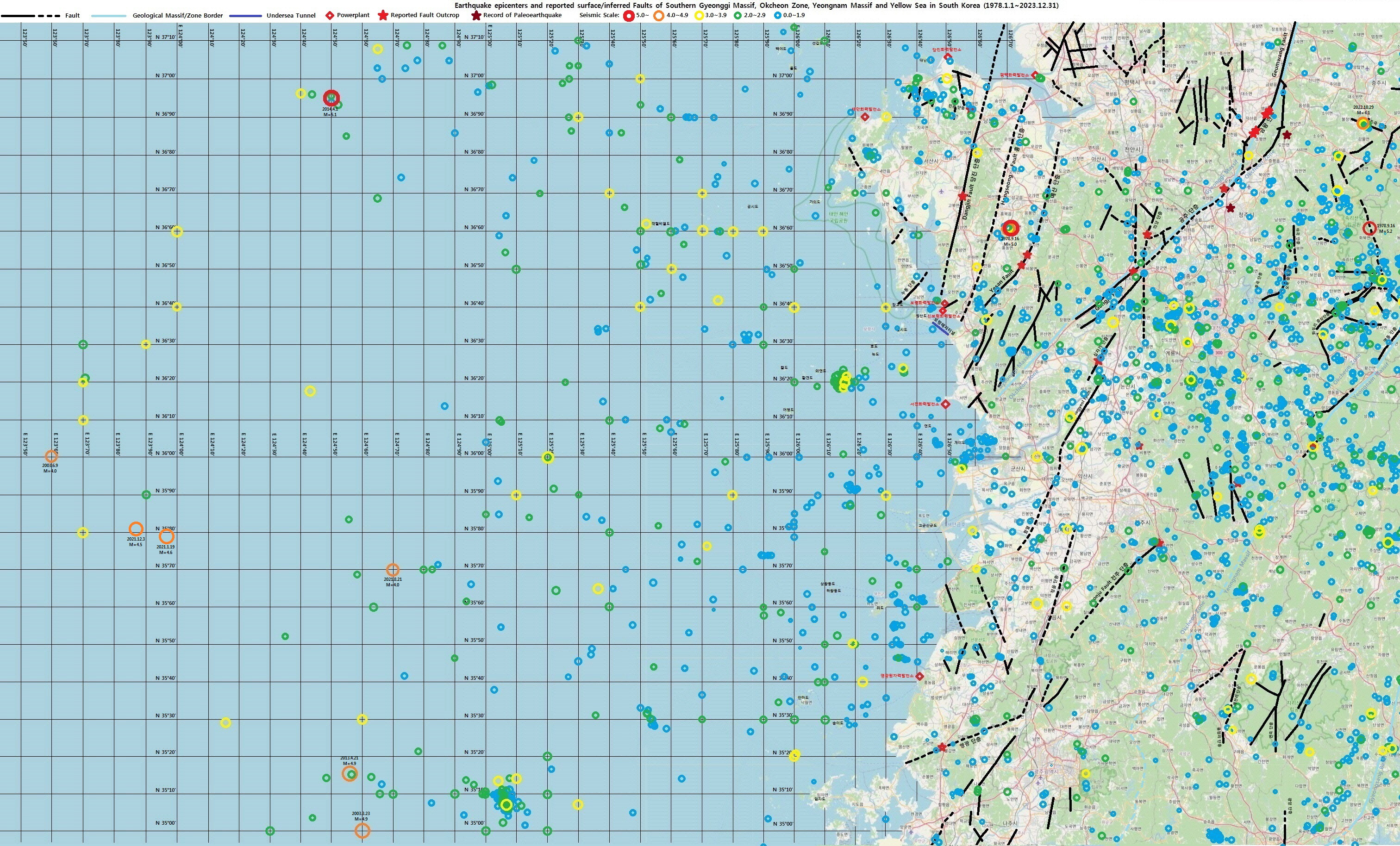
공주시의 지질

공주시는 경기 육괴와 옥천 습곡대의 경계 지역에 위치하여 선캄브리아기의 변성암류와 중생대의 공주 분지 등이 분포한다.

## 산업

### 지역 내 총생산
공주시의 2012년 지역 내 총생산은 6조 2,903억원으로 충청남도 지역 내 총생산의 2.2%를 차지하고 있다. 이중 농림어업(1차산업)은 5,649억원으로 9.0%의 비율을 차지하며, 광업 및 제조업(2차산업)은 2조 1,607억원으로 34.4의 비중으로 차지하고 상업 및 서비스업(3차산업)은 3조 5,646억원으로 56.7%의 비중을 차지한다. 3차산업 부문에서는 특히 건설업(9.7%)과 사업서비스업(8%), 공공행정(6.3%), 교육서비스(5.1)로 큰 비중을 차지하고 있다.

### 사업별 종사자 현황
2014년 공주시 산업의 총종사자 수는 42,063명으로 충청남도 총종사자 수의 5.2%를 차지하고 있다. 이중 농림어업(1차산업)은 91명으로 비중이 낮고 광업 및 제조업(2차산업)은 7,902명으로 18.8%의 비중으로 차지하고 상업 및 서비스업(3차산업)은 33,980명으로 80.8%의 비중을 차지한다. 2차산업은 충청남도 전체의 비중(32.8%)보다 낮고 3차 산업은 충청남도 전체 비중(66.7%)보다 높다. 3차산업 부문에서는 도소매업(13.1%)과 숙박 및 음식업(11.8%), 교육서비스업(10.9%) 보건 및 사회복지서비스업(8.8%)이 큰 비중을 차지하고 있다

### 상주인구와 주간인구
공주시의 2010년 기준 상주인구는 119,487명이고 주간인구는 125,338명으로 주간인구지수가 105로 높다. 통근으로 인한 유입인구는없고, 출인구는 4,870명이고, 통학으로 인한 유입인구는 3,924명, 유출인구는 1,429명으로 전체적으로 유입인구가 5,851명 더 많은데,이는 충청남도 대부분의 지역에서 공통적으로 나타나는 현상이다.

## 행정 구역
공주시의 행정 구역은 1읍, 9면, 6동, 245리, 131통, 1,928반으로 구성되어 있다. 면적은 864.29km2로써 충청남도 15개 시,군 중 가장 넓다. 인구는 2021년 8월말 기준으로 48,550세대, 98,217명이다.
| 읍면동 | 한자   | 세대   | 인구   | 면적                    | 지도 |
| ------ | ------ | ------ | ------ | ----------------------- | ---- |
| 유구읍 | 維鳩邑 | 3,799  | 7,292  | 101.55                  |      |
| 이인면 | 利仁面 | 1,657  | 3,203  | 62.95                   |      |
| 탄천면 | 灘川面 | 1,642  | 2,956  | 64.15                   |      |
| 계룡면 | 鷄龍面 | 3,048  | 5,425  | 84.08                   |      |
| 반포면 | 反浦面 | 2,190  | 4,264  | 78.04                   |      |
| 의당면 | 儀堂面 | 2,406  | 4,663  | 65.69                   |      |
| 정안면 | 正安面 | 2,456  | 4,585  | 108.96                  |      |
| 우성면 | 牛城面 | 2,178  | 5,175  | 79.54 (2021년 7월 통계) |      |
| 사곡면 | 寺谷面 | 1,523  | 2,893  | 80.13                   |      |
| 신풍면 | 新豊面 | 1,546  | 3,163  | 80.47                   |      |
| 중학동 | 中學洞 | 2,501  | 4,567  | 1.46                    |      |
| 웅진동 | 熊津洞 | 4,033  | 8,252  | 6.61                    |      |
| 금학동 | 金鶴洞 | 2,541  | 5,415  | 29.99                   |      |
| 옥룡동 | 玉龍洞 | 4,199  | 7,892  | 20.41                   |      |
| 신관동 | 新官洞 | 9,255  | 19,375 | 18.77                   |      |
| 월송동 | 月松洞 | 5,754  | 14,272 | 23.65                   |      |
| 공주시 | 公州市 | 48,550 | 98,217 | 864.29                  |      |

## 주요 기관
- 충청남도공주교육지원청
- 공주소방서
- 충청남도 공주의료원
- 중부지방산림청
- 대전지방국세청 공주세무서
- 대전지방법원•대전가정법원 공주지원
- 대전지방검찰청 공주지청
- 공주경찰서
- 대한지적공사 공주지사

## 문화 · 관광

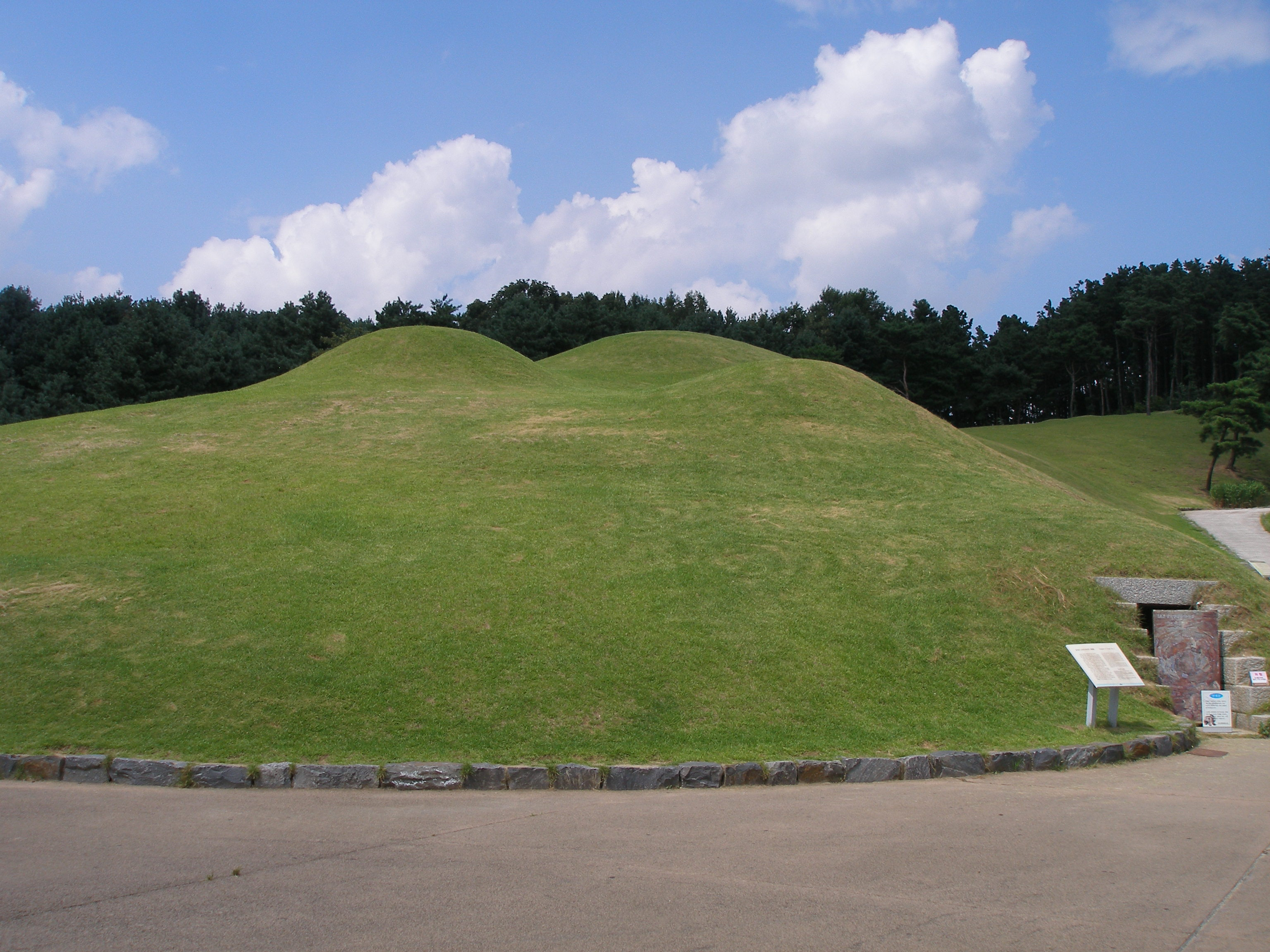
5호분과 6호분 사이의 7호분이 무령왕릉

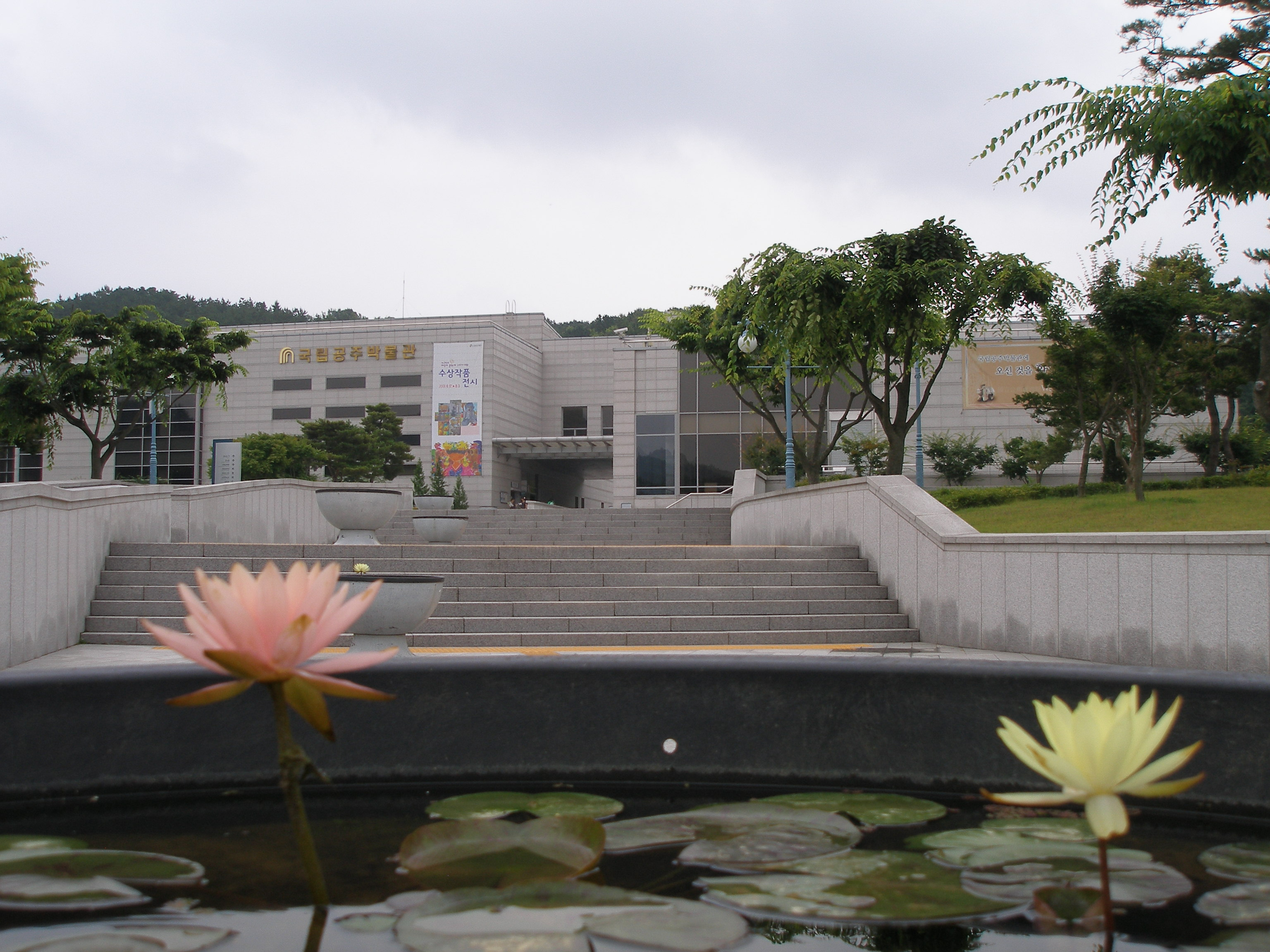
국립공주박물관

#### 유적 · 사찰
- 송산리 1호분

공주 송산리 1호분은 금성동 송산리에 있는, 백제 중기에 만들어진 대표적인 석실분이다. 송산리 고분군의 하나이다.
- 무령왕릉

무령왕릉은 공주 송산리 고분군의 7번째 발견된 고분이며 백제 무령왕과 왕비의 능이다. 1971년 7월 7일 처음 발굴되었다. 지석이 발견되어 축조연대를 분명히 제시해주었기 때문에 삼국 시대 고고학 편년연구에 기준자료가 되고 있으며, 국보로 지정된 금제관식, 금제뒤꽂이, 금제 심엽형이식(귀걸이), 지석, 석수, 청동신수경 등을 포함하여 총 2900여 점의 많은 유물이 출토 되었다. 무령왕릉을 포함한 공주 송산리 고분군은 사적 13호로 지정되어 있다. 위치는 충청남도 공주시 금성동(옛지명: 송산리)이다.
- 공산성

공주 공산성(公州 公山城)은 사적 제12호로, 충청남도 공주시에 소재하고 있는 성이다.
백제의 대표적인 고대 성곽으로 백제의 문주왕 원년(475) 한강유역의 한성에서 웅진으로 천도한 후 삼근왕·동성왕·무령왕을 거쳐 성왕 16년(538)에 부여로 옮길 때까지 웅진시대의 도성이었으며 그 후 신라·고려·조선 시대에도 행정과 군사적 요충지였다.
- 마곡사

마곡사(麻谷寺)는 충청남도 공주시 사곡면 운암리 태화산 동쪽 산허리에 있는 절이다. 640년(신라 선덕여왕 9년)에 자장이 창건하였으며, 고려 명종 때(1172년) 보조국사 지눌이 중수하고 범일이 재건하였다. 창건 당시에는 30여 칸의 대사찰이었으나, 현재는 대웅보전(보물 제801호), 대광보전(보물 제802호), 영산전(보물 제800호), 사천왕문, 해탈문 등이 있을 뿐이다. 이 밖에 사보로는 5층석탑(보물 제799호), 범종(지방유형문화재 제62호), 괘불 1폭, 목패, 세조가 타던 연, 청동향로(지방유형문화재 제20호)만 남아 있다.
- 신원사

신원사는 충청남도 공주시 계룡산의 서쪽에 위치한 사찰이다. 백제 의자왕 11년(651년)에 창건되었으며 현재의 대웅전은 1876년 중수되었다.
- 동학사

동학사(東鶴寺)는 충청남도 공주시 반포면 계룡산에 있는 사찰이다. 계룡산 동쪽 자락에 있으며, 서쪽의 갑사와 함께 계룡산을 대표한다. 동학사는 한국에서 가장 오래된 비구니 승가 대학으로 1860년에 문을 열었다.
- 갑사

갑사(甲寺)는 충청남도 공주시 계룡면 계룡산 서쪽 기슭에 있는 절이다. 신라 24대 진흥왕 17년(556년)에 혜명대사가 중건하였다. 그 뒤에 의상이 도량을 설치하고 법당을 증수하여 그 규모가 커졌다. 경내에는 대적전, 부도, 철당간지주 등의 보물과 군자대, 용문폭 등의 비경이 있다. 동구의 울창한 숲길은 여름에도 서늘한 감을 주며 계곡 사이로 펼쳐지는 가을 단풍이 아름답기로 유명하다. 사보로는 천근 범종과 《월인천강지곡》 목각판 등이 있다.
- 선화당

공주 선화당은 조선시대 충청도 관찰사가 업무를 처리하던 곳으로, 현재 공주시 웅진동 3-1에 옮겨져 있으며 충청남도 유형문화재 제92호로 지정되어 있다.

#### 고마나루 명품길
- 고마나루 명승길
- 마곡사 송림숲길
- 마곡사 명상산책길
- 자전거길
- 천주교성지

#### 박물관
- 국립공주박물관

국립공주박물관은 백제 문화를 보존하기 위해 1934년에 만들어진 '공주고적보존회'를 모태로 출범하였다. 1940년 조선총독부박물관 공주분관으로 개관하였고, 해방 후 1946년 국립박물관 공주분관을 거쳐 1975년 국립공주박물관으로 승격되었다. 그 후, 2004년 5월 현재의 박물관으로 신축하여 개관하였다. 기존의 박물관 건물은 현재 충남역사박물관으로 사용 중이다.
- 정림사지박물관
- 석장리박물관

석장리박물관은 충청남도 공주시에 있는 구석기 역사 박물관이다. 공주 석장리유적은 사적 제334호로, 공주시 석장리동 118번지 일원에 위치해 있다.
- 계룡산자연사박물관
- 충청남도역사박물관
- 민속극박물관
- 임립미술관

#### 공원
- 계룡산국립공원
- 금학생태공원
- 신관둔치공원
- 정안생태공원

#### 공주 10경
갑사
계룡산
고마나루
공산성
금강
금학생태공원
마곡사
무령왕릉
석장리풍경
창벽

## 교통
공주는 삼남대로의 중요한 길목으로 금강을 건너는 곳이다. 백제 시대에서부터 전해 내려오는 이야기와 관련된 곰나루와 이어져 있는 공산성의 공북루 옆에는 '배다리'의 자취가 남아 있다. 강바닥에 박았던 나무 말뚝들과 섶다리를 받쳐 놓았던 돌무더기들이 있다. 1933년 세워진 공주철교 이전에는 이 배다리를 통하여 삼남대로가 이어졌다. 이 배다리의 이름은 산성교로 목선 25척을 연결하여 고정시켰다. 1920년대에는 자동차까지 통행할 정도로 넓고 견고하게 보수되었다. 공주와 조치원간의 승합차 운행권을 가지고 있었던 김갑순이 사비를 들여 가설하였다.
현재에도 충청남도의 교통의 중심지로서, 국도 1호, 23호, 32호, 36호, 39호, 40호, 43호 등이 공주시와 충남 각 지역을 연결한다. 또한 논산천안고속도로를 통해 북으로는 수도권, 남으로는 호남 지역과도 쉽게 소통되며, 2009년 5월 28일 개통된 당진대전고속도로를 통해 동서 방향의 교통이, 서천공주고속도로를 통해 남북 방향의 교통이 더욱 좋아졌다. 또한 호남고속철도의 개통과 함께 KTX, SRT 전용 역인 공주역이 운영을 개시했다. 그러나 공주역은 도심에서 접근이 어렵다.
- 고속버스
  - 공주 ↔ 서울(경부): 30~40분간격 / 금호고속
  - 공주 ↔ 광주광역시(광천터미널): 1일6회 / 금호고속
  - 공주 ↔ 함평: 1일2회, 광주경유 / 금호고속

- 시외버스: 공주종합버스터미널에서 수도권 각 지역, 대전, 충남 각 지역, 충북 청주, 강원 원주시 등으로 시외버스가 운행된다. 2013년 6월부터 인천공항행 시외버스가 개통, 운행 중이다.[8]
- 시내버스: 공주시 버스회사는 공주교통으로, 공주시 전역을 운행한다. 세종특별자치시의 세종교통과 500번, 502번 버스를 공배하고 있다. 공주시내버스 300번대 버스 일부가 대전광역시 유성구까지 운행하며 대전, 세종과 밀접한 생활권을 형성한다.
- 철도: 2015년에 호남고속철도의 정식 개통과 함께 이인면 신영리에 KTX 전용 역인 공주역이 2015년 4월 2일부터 여객 취급을 시행하면서 운영 중이다. 그러나 공주역은 접근이 어렵다.

## 교육

### 대학교
- 공주교육대학교
- 국립공주대학교

### 고등학교
- 공주금성여자고등학교
- 공주여자고등학교
- 영명고등학교
- 공주생명과학고등학교
- 공주고등학교
- 충남과학고등학교
- 공주마이스터고등학교
- 공주정보고등학교
- 한일고등학교
- 공주대학교 사범대학 부설고등학교

### 중학교
- 공주북중학교
- 봉황중학교
- 공주중학교
- 공주여자중학교
- 유구중학교
- 탄천중학교
- 정안중학교
- 우성중학교
- 반포중학교
- 사곡중학교
- 이인중학교
- 공주영명중학교
- 경천중학교
- 공주대학교 사범대학 부설중학교

### 초등학교
- 귀산초등학교
- 유구초등학교
- 공주교육대학교 부설초등학교
- 공주봉황초등학교
- 공주교동초등학교
- 공주중동초등학교
- 신관초등학교
- 신월초등학교
- 효포초등학교
- 우성초등학교
- 의당초등학교
- 경천초등학교
- 탄천초등학교
- 이인초등학교
- 주봉초등학교
- 마곡초등학교
- 학봉초등학교
- 호계초등학교
- 정안초등학교
- 반포초등학교

## 자매 도시
- 대한민국 서울특별시 관악구
- 대한민국 서울특별시 송파구
- 대한민국 경기도 구리시
- 대한민국 경기도 부천시
- 대한민국 인천광역시 계양구
- 대한민국 경상북도 안동시
- 일본 구마모토현 다마나군 나고미정 (체결 당시는 기쿠스이 정)
- 일본 야마구치현 야마구치시
- 일본 시가현 모리야마시
- 미국 앨라배마주 캘훈군(Calhoun County)
- 중화인민공화국 랴오닝성 선양시(沈阳市)

## 같이 보기
- 대한민국의 설치순 도시 목록
- 대한민국의 지리
- 세종특별자치시